# Реднер, Рой
Рой Реднер (англ. Roy Radner; 29 июня 1927, Чикаго — 6 октября 2022) — американский экономист.
Бакалавр (1950), магистр (1951) и доктор философии (1956) Чикагского университета. Работал в Чикагском, Йельском, Калифорнийском (Беркли; 1957—1979; профессор с 1961; декан экономического департамента, 1966—1969) и Нью-Йоркском (с 1983) университетах.
Академик Американской академии искусств и наук (с 1970) и Национальной академии наук США (с 1975). Почётный член Американской экономической ассоциации (1988). Входил в редакционный совет журнала Theoretical Economics.

## Основные произведения
- «Заметки о теории экономического планирования» (Notes on the Theory of Economic Planning, 1963);
- «Организация децентрализованного информационного процесса» (The Organization of Decentralized Information Processing, 1993)